# Menina planina
Menina planina je predalpska zakrasnela planota na nadmorski višini 1200–1450 mnm v Kamniško-Savinjskih Alpah. Leži med dolino Drete (Gornji Grad) na severu, Tuhinjsko in Motniško dolino na jugu, prelazom Črnivec na zahodu in prevalom Lipa na meji z Dobrovljami na vzhodu. Poteka v smeri vzhod – zahod v dolžini preko 20 km, v smeri sever – jug pa se razširi le 10 km. Najvišji vrh planote je Vivodnik (1.508 mnm) kjer je tudi razgledni stolp in se nahaja 15 min hoda od Doma na Menini planini (1453 mnm). Menina je ime dobila po menihih iz gornjegrajskega benediktinskega samostana (danes cerkev sv. Mohorja in Fortunata), kateremu je skupaj z vso Zgornjo Savinjsko dolino pripadala kot fevd. 
Menina ima precej izravnano višino med 1200 in 1450 mnm. Severno pobočje je poraslo z mešanim gozdom, na južnih se prepletajo goz, pašniki in polja, površino na višini pa pokrivajo obsežni pašniki. Menina je sestavljena iz apnenčastih kamenin in dolomita zato je močno razjedena z vrtačami, brezni in kotliči. V Bližini planinskega doma je največje brezno Jespa.
Planota ima mnogo kraških površinskih mikro in makro oblik in bogato floro, na njej rastejo tudi redke alpske cvetice. Najvišji vrh je Vivodnik. Vzhodno nad planoto Šavnice se dviga Goli vrh (1420 mnm) in severno od doma Veternik (1448 mnm). Najlepši razgled je z Golega vrha, od koder se vidi celo Snežnik, Trnovski gozd in Medvednica (vrh Sljeme) nad Zagrebom.

## Varstveni status
Jezero Biba in Jespa sta zavarovana kot naravna spomenika. 
- Biba leži v manjši zakraseli globeli v južnem delu planote. Voda je plitva in temne barve zaradi temnejših kamnin na dnu jezera. Vzrok za nastanek tega jezera je verjetno ozek pas glin. Obrežje porašča loček (Juncuss sp). Jezero sicer niha 0.5 m, toda ne presahne.
- Jespa (Izba) je kraški udor s premerom 40 m in globino 30 m. Nahaja se na severnem obrobju planote. Skozi celo leto se obdrži sneg. Prihaja do temperaturnega in rastlinskega obrata. V rovu na južnem koncu pod steno je najdišče jamskega hrošča Nebria germari.

Gozdni rezervat Menina leži na zgornjem delu pobočja Menine. Pobočje je precej strmo. Brazdajo ga jarki in vmes položnejše police. V sredini so prepadne Kreveljske peči. Stalnega vodnega toka ni, le občasni hudourniški tokovi po jarkih. Gozdni sestoji so preko 100 let stara drevesa, le 5% je iglavcev.

## NOB
Menina je bila med NOB izredno pomembno območje. Od leta 1941 dalje so se tod zadrževale manjše in večje partizanske enote. Okupator je tu požgal več hiš in postrelil več domačinov, mnoge pa odgnal v taborišča. Zgovorne priče fašističnega divjanja so mnogi spomeniki na planini.
V začetku poletja 1942 se je na Menini zadrževal Kamniški partizanski bataljon. 21. junij 1942 so ga napadli trije nemški policijski bataljoni, vendar se jim je pravočasno umaknil. Dne 7. novembra 1942 so Nemci v tesen obroč uklenili Dobrovlje in napadle borce  NOV. Štab 2. grupe odredov se je s 1. in 2. četo Savinjskega bataljona prebil na Menino, 3. četo, ki je ščitila umik, pa je sovražnik skoraj popolnoma uničil. Novembra 1942 je bil ustanovljen novi Savinjski bataljon, ki je imel začasno bazo na Menini.
Po uničenju Pohorskega bataljona 8. januarja 1943 se je težišče boja na Štajerskem premaknilo na širše območje Menine vse tja do Save. Upor je toliko napredoval, da so imele partizanske čete  množično podporo prebivalstva. Maja in junija 1943 so borci Kamniško-savinjskega odreda vodili na širšem območju Menine težke boje z Nemci. 6. avgusta 1943 se je tu oblikovala Šlandrova brigada, ki je štela skoraj 800 borcev. Bataljoni te brigade so ločeno napadali sovražnikove postojanke na širšem območju Menine.
Borci Šlandrove brigade so februarja 1944 vse pogosteje in močneje napadali nemške postojanke okoli Menine, da bi s tem odtegnile sovražnikove enote, ki so zasledovale 14. divizijo pri njenem pohodu na Štajersko. Posebno težak boj so imeli 6. februarja, ko je padlo 18 partizanov. Okupator je zadnje dni marca 1944 z okoli 2.000 vojaki obkolil Menino, da bi uničil partizane, vendar so se ti pravočasno umaknili proti severu. Srditi boji z Nemci so divjali na Črnivcu, Volovjeku in na Slopeh, ko so Nemci prek teh prelazov napadali osvobojeno ozemlje v Zgornji Savinjski dolini.
V sovražnikovi zimski ofenzivi, decembra 1944 in januarja 1945, so bili na območju Menine hudi boji brigad 4. operativne cone, v katerih so imele zlasti Šlandrova in Zidanškova brigada težke izgube. Partizanske enote so si kmalu opomogle in že konec januarja nadaljevale z organiziranim delom. Zadnje večje borbe na območju Menine so bile 14. in 15. marca 1945, ko so enote 14. SS divizije napadle položaje Šlandrove in Zidanškove brigade. Borcem obeh brigad se je pred premočnim sovražnikom uspelo umakniti se proti širšemu območju Moravč. Po tej ofenzivi je sovražnikov pritisk popustil, ker so enote premestili na fronto proti Rdeči armadi.
Na Menini je bilo tudi mesto za sprejem in skladiščenje opreme, ki so jo zavezniki spuščali s padali.